# 久保ミツロウ・能町みね子のオールナイトニッポン
『久保ミツロウ・能町みね子のオールナイトニッポン』（くぼミツロウ・のうまちみねこのオールナイトニッポン）は、日本のラジオ番組である。ニッポン放送の『オールナイトニッポン』枠で、久保ミツロウと能町みね子がパーソナリティを担当していた。
一部媒体では、「ミツロウ&みね子」と表記。

## 概要
番組のモットーは「つらい! たのしい! 大好き!」で、漫画家の久保ミツロウ・能町みね子が2人とも連載などの締め切りを抱えたままローテンション・トークを繰り広げる。
2012年4月に『久保ミツロウ・能町みね子のオールナイトニッポン0(ZERO)』（くぼミツロウ・のうまちみねこのオールナイトニッポンゼロ）として火曜27時 - 29時の枠で番組がスタートした。なおこの際、オーディションを勝ち抜く形で起用された（詳細は『オールナイトニッポン0(ZERO)』を参照）。
2012年10月、12月、そして2013年2月の聴取率調査結果が好評だったとのことで、ニッポン放送から3回連続でパーソナリティ賞が贈られた。2012年12月の聴取率調査では、50・60歳代の数字が高かった。
2013年4月より、それまでの火曜ZERO(2部)枠から火曜1部へ昇格することとなった。
なお、2部から1部への昇格はおよそ11年ぶりで、2012年度担当のZEROのパーソナリティでは唯一の昇格となった。
また、この番組はNOTTVにて、ZERO枠での番組開始当初から、2013年4月からの1部昇格後も映像付きの同時生放送が行われている。2014年3月25日の放送をもって、番組は一旦終了。
2014年6月6日、10月17・24日22:00 - 23:30（IBC岩手放送はすべての日に23:00飛び乗りネット）に『久保ミツロウ・能町みね子のオールナイトニッポンGOLD』として復活放送。
2015年4月2日から『久保ミツロウ・能町みね子のオールナイトニッポンGOLD』として、2014年3月に終了して以来、1年ぶりに復活することになった。ただ、2015年9月24日の放送をもって、番組は再び終了となった。

## 放送期間・放送時間
- 2012年4月3日 - 2013年3月26日 火曜日 27時 - 29時
- 2013年4月2日 - 2014年3月25日 火曜日 25時 - 27時（NOTTV2と同時生放送・再放送は毎週月曜日8時 - 10時）
- 2015年4月2日 - 2015年9月24日 木曜日 22時 - 24時

## タイトルの変遷
- 2012年4月3日 - 2013年3月26日 久保ミツロウ・能町みね子のオールナイトニッポン0(ZERO)
- 2013年4月2日 - 2014年3月25日 久保ミツロウ・能町みね子のオールナイトニッポン
- 2015年4月2日 - 2015年9月24日 久保ミツロウ・能町みね子のオールナイトニッポンGOLD

## ネット局
いずれも、原則全国ラジオネットワーク（NRN）系列加盟局で放送。
- 『オールナイトニッポン0(ZERO)』時代については、
- 『オールナイトニッポン』時代については、
- 『オールナイトニッポンGOLD』時代については、

## テーマソング
ZERO時代( - 2013年3月)
- オープニング：Maximum Joy「Searching For A Feeling」
- エンディング：ハーブ・アルパート&ザ・ティファナ・ブラス「BITTERSWEET SAMBA」

火曜1部時代(2013年4月 - 2014年3月)
- オープニング
  - ハーブ・アルパート|ハーブ・アルパート&ザ・ティファナ・ブラス「BITTERSWEET SAMBA」
- エンディング
  - The Isley Brothers「That Lady」

GOLD時代(2015年4月 - )
- オープニング・エンディング
  - ハーブ・アルパート&ザ・ティファナ・ブラス「BITTERSWEET SAMBA」

## コーナー
twitterアゲイン
第1回（2012年4月3日） -
久保と能町の2人がそれぞれ、この一週間に自身のtwitterでツイートした内容や、それにまつわる出来事について、ジョージ・ウィンストンの"Longing/Love"をBGMに振り返るコーナー。
脳内パワープッシュ
第1回 -
久保と能町の2人がそれぞれ、世間の流れに関係なく、その時にかけたい曲をかけるコーナー。
相撲ガール教習所
オールナイトニッポンでは、『デーモン小暮のオールナイトニッポン』以来となる、相撲専門のコーナー。能町が相撲愛を披露する。2013年1月頃より爆羅騎（式秀部屋）に関する情報のコーナー「ばばばば爆羅騎」が冒頭で開始。近況をリスナーが予想する。
キラキラ☆ツライ
第3回（2012年4月17日） -
辛い時につい「疲れた」「ダルい」「生きてるの疲れた」など、口からこぼれてしまうをネガティブ言葉をポジティブに置き換えたものを考えてもらうコーナー。しかし、本来の趣旨を逸脱した下ネタが読まれることも多い。久保が“DJミッツィー”に扮して読み上げる。能町は「キラキラ変換すると?」と合の手を入れる。GOLDになってから1月程放送されていなかったが、GOLD第6回より放送。
ブスは性格がいい
第23回（2012年9月11日） -
異性に対する浅い偏見等を考えるコーナーだが、あまり関係のない一言ネタが読み上げられることもある。ネタは能町が読み上げ、久保がこのコーナー用に用意された太鼓を鳴らしながら一言言う。同意できるときは皮の部分を、同意できないときは胴の部分を叩く。テーマ曲は『ユア・ビューティフル』。
ネコにインタビュー
GOLD第2回（2015年4月9日） -
ZERO時代、1部時代にたびたびメールテーマにしていた、「子供のころにやっていた馬鹿な遊び」をリスナーから募集し、ムーンライダーズの「犬にインタビュー」をかけながら、ふたりが読んでいくというコーナー。
knは何の略?
GOLD第2回（2015年4月9日） -
番組のメールアドレス紹介時にknで文章を作る大喜利的コーナー。能町が担当。なお、本来の意味は二人の苗字であるkuboとnoumachiからとっている。
白虎隊ごっこ
GOLD第4回（2015年4月30日） -
1986年年末に放送されたドラマ白虎隊をモチーフとしたラジオドラマ風コーナー。堀内孝雄の「愛しき日々」をかけながら、久保・作家の清正・ナレーション（能町）で演じる。23時の時報後に放送。清正が死に、久保が悲しむ展開がお約束となっている。
ご報告と大事なお知らせ
GOLD第14回（2015年7月9日） -
個人的な出来事を有名人のブログ記事や結婚報告の様な感じで報告するコーナー。
ネタコーナーの投稿者のラジオネームは、基本的に読む都度発表するが、「kn」と「白虎隊」のみ番組終了時にまとめて能町が発表する。

### 終了したコーナー
解決済み悩み相談室
第2回（2012年4月10日） - 第3回（2012年4月17日）
リスナーに、すでに解決済みのお悩みとその時に考えた解決法と、その結果について送ってもらい、その解決方法がベストだったかをジャッジするコーナーだったが、メールの集まりが悪く、しかも、メールの内容が踏み出せなかったというのが多かったため、終了した。
エア旦那
第2回 - 不明
リアル旦那を持たないリスナーが、旦那がいるにもかかわらず、旦那を大事にしていない、幸せ上級者の人妻になったという設定でつぶやくコーナー。
ふられていいとも!
第10回（2012年6月5日） - 第20回（2012年8月14日）
リスナー自身の現在のプロフィールを変えずに、有名人とのふられ妄想ストーリーを送ってもらうコーナー。なお、リスナーにはあくまでも現在の自分で「有名人と出会い、恋愛に発展しそうになるものの、最終的に失恋する」という妄想をしながら送ってもらう。
ゆるふわ没落日記
第53回（2013年4月9日） -
ミツロウ・みね子が調子に乗って没落するまでの「未来予想図」を募集するコーナー。末期では没落とまではいえないネタや、久保・能町が誰か（ヒャダインや朝井リョウなど）と一緒に没落するネタも読まれることが多かった。テーマ曲は『未来予想図II』。

## ゲスト
男性ゲストが来た際には、「久保と能町、抱くならどっち？」という質問をすることが恒例になっている(しなかったこともある)。
- 花津ハナヨ、君島（2012年8月21日放送分） 君島は能町の友人のOL。
- 斧屋（2012年10月9日放送分） 能町の弟でアイドル評論家。久保が欠席のため。
- マービンJr.（2012年10月16日放送分）
- 森川ジョージ、やまだないと、鶴ゆみか、堀道広、藤島康介、朝井リョウ、東村アキコ（2013年2月19日放送分、深夜の漫画家テレホンショッキング）
- 黒沢かずこ（森三中、2013年4月16日放送分）
- ヒャダイン（2013年5月21日放送分） 偶然スタジオ近くにいたのを久保・能町が呼びとめた飛び入り参加だが、前述の質問まで行った。
- 柴田隆浩（忘れらんねえよ、2013年5月29日放送分）
- 後藤正文（ASIAN KUNG-FU GENERATION）、デーモン閣下（2013年6月12日放送分）
- 菅野眞博（2013年7月24日放送分） ドトールの社員。オールナイトニッポンとのコラボ商品をプロデュースした。
- 吉田尚記（2013年8月7日放送分） ニッポン放送アナウンサー。能町がスタジオ外中継で不在のため、スタジオは久保と吉田で進行。
- 鈴木拓（ドランクドラゴン、2013年8月28日放送分）
- 本谷有希子、吉田大八（2013年9月4日放送分）
- ジェーン・スー（2013年10月15日放送分）
- ちっちゃいおっさん・犬山秋彦（2013年10月22日放送分） ちっちゃいおっさんは「中の人」が登場し、久保・能町に素顔がかっこいいことが明かされ、NotTVではその様子が放送された。犬山はゆるキャラ評論家。
- 清水ミチコ、千葉雄大（2014年2月18日放送分） 千葉雄大は番組のリスナーであり、過去に「手汗がハンパない」というラジオネームでメールテーマ「過去に迷った究極の選択」に投稿したメールが採用されたことを告白した。
- 千葉雄大（2015年5月14日放送分）
- 新垣隆（2015年6月11日放送分）
- 日本エレキテル連合（2015年8月27日放送分）

## 特別編成
- 2012年12月11日 - 衆議院選挙 政見放送のため、ニッポン放送のみ28:00飛び降り。
- 2013年1月1日25:00 - 29:00 - 久保ミツロウと能町みね子のオールナイトニッポンスペシャル（ゲスト：大谷ノブ彦）　リスナーへの電話も行った。

## 代理番組
- 2012年8月28日 - ラブレターズのオールナイトニッポン0
- 2013年6月25日 - flumpoolのオールナイトニッポン
- 2013年12月24日 - AKB48のオールナイトニッポン ラジオ・チャリティー・ミュージックソンスペシャル
- 2015年4月23日 - 小林克也のオールナイトニッポンGOLD〜わが人生の一曲 My Best 1〜

## スタッフ

### ディレクター
- 初代：蔵持正[10]（2012年4月3日 - 2014年3月25日）
度々放送中に名前が出てくる。他に『EXILE NESMITHのオールナイトニッポン』を担当。『オールナイトニッポン45周年特別企画 曜日対抗!魂の"東京マラソン"0(ZERO)!!』で本番組代表としてAD大阿久とともに東京マラソンを走る。
- 2代目：松岡敦司（2015年4月2日 - ）

### アシスタント・ディレクター
- 大阿久
『ミュ〜コミ+プラス』などを担当。『オールナイトニッポン45周年特別企画 曜日対抗!魂の"東京マラソン"0(ZERO)!!』で本番組代表として蔵持とともに東京マラソンを走る。

### 放送作家
- 清正裕子（2012年4月3日 -　）
ラジオ関西で放送されている『ロンハールーム』、ラジオ日本で放送されている『THE BEATLES 10』も担当している。

## 問題となった放送
2013年10月22日の放送で、ゲスト出演した佐賀県鳥栖市のゆるキャラ「とっとちゃん」が、放送中、語尾に「〜とっと」とつけ、いわゆる女性器を連想させる俗語などの、わいせつな発言を繰り返して、批判があったため、市は年内のイベント参加などの活動を自粛させた。番組中の一連の発言は、鳥栖観光コンベンション協会から依頼を受けた東京の音声合成ソフト開発会社が担当しており、その開発会社の担当者と、当日番組に出演していた「ゆるキャラ評論家」が事前にチェックした上で放送していたが、当初から、“ある程度”の下ネタの発言は想定していたものの、話の流れによってエスカレートしていった。また、鳥栖観光コンベンション協会の会長によれば、番組の内容とシナリオはニッポン放送側で決めた上で、その鳥栖観光コンベンション協会が、打診された番組内容を了承。放送の2日前に、鳥栖観光コンベンション協会に電子メールという形でそのシナリオが送られていたが、その鳥栖観光コンベンション協会の担当者はニッポン放送側が執筆したシナリオについて、その確認を怠り、さらに、その担当者は放送中のスタジオにも立ち会っていなかったという。鳥栖観光コンベンション協会の会長は「（担当者が）内容を許可したと思われてしまった」と話している。これについて、ニッポン放送の村山創太郎社長は2013年11月12日の定例記者会見で、「（担当者の）許可を得ていたとはいえ、皆さんから親しまれているキャラクターに対して番組側の配慮が欠けていた。反省している」と述べ、その上で、「番組担当者には放送の社会的責任を再認識するよう指示した」と明かしている。なお、再発防止に向けては、研修会の開催を検討している。また、鳥栖市の橋本康志市長は2013年11月15日に記者会見を行い、「監督不行き届きがあった」と陳謝。この放送を受け、鳥栖市には計62件の電話やメールが寄せられ、苦情は4件で、あとはとっとちゃんへの激励だった。